# WAW (EP)
WAW (acronimo di Where Are We) è l'undicesimo EP del girl group sudcoreano Mamamoo, pubblicato nel 2021.

## Tracce
1. Where Are We Now – 3:43
2. Another Day (내일의 너, 오늘이 나?) – 4:04
3. A Memory for Life (애써?) – 3:33
4. Destiny Part.2 (우린 결국 다시 만날 운명이었지 Part.2?) – 3:04

Tracce bonus dell'edizione giapponese
1. Happier than Ever (분명 우린 그때 좋았었어?) – 3:48
2. Mumumumuch (하늘 땅 바다만큼?) – 3:29
3. Where Are We Now (Japanese version) – 3:47
4. Mumumumuch (Japanese version) – 3:31
5. Strange Day – 3:18